# Saxo Grammaticus

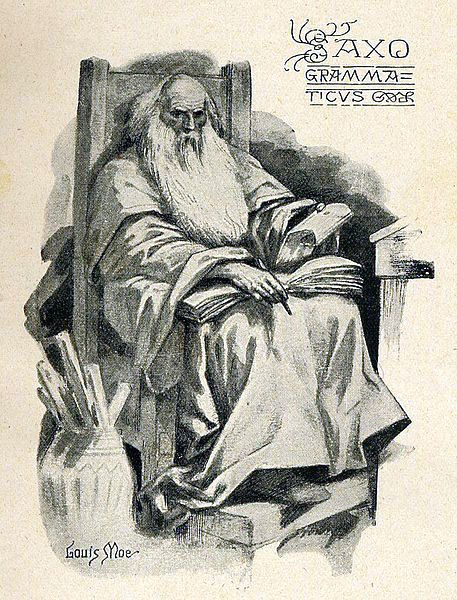
Teckning av Louis Moe.

Saxo, med tillnamnet Grammaticus ("den lärde"), född cirka 1150 eller 1160 (troligen på Själland), död tidigast cirka 1206, var en dansk historiker och författare. Han var sekreterare hos ärkebiskop Absalon av Danmark i Lund och samtida med kung Valdemar den store av Danmark. Saxo är känd för sin danska historia, Gesta Danorum.

## Biografi

### Identitet
Saxo kan vara identisk med en i Absalons testamente omnämnd klerk. I Gesta Danorum nämner han själv att både hans far och farfar tjänade som krigare under kung Valdemar I. Dessutom nämns det i den äldre delen av Chronica Sialandie att han var Saxo, cognomine Longus (= Saxo med tillnamnet "den långe"). Tillnamnet Grammaticus dyker upp först i Chronica Jutensis omkring år 1342.

### Gesta Danorum
Saxo skrev bland annat en dansk rikshistoria i 16 böcker, Gesta Danorum (Danernas historia, eller Danernas bedrifter), som på latin skildrar Danmarks historia till år 1185 och också innehåller den danska versionen av många fornnordiska sagor och myter. Han konstruerade långa kungalängder i syfte att förlänga det egna folkets historia bakåt i tiden. Flera av gestalterna kan falsifieras mot andra källor, och betraktas som sagokungar av det helt fiktiva slaget.
Gesta Danorum innehåller för övrigt en version av berättelsen om Amlet, på vilken William Shakespeare senare baserade sitt drama Hamlet.
Utifrån ett svenskt perspektiv är Saxo Grammaticus historieverk intressant på många sätt, bland annat genom att det innehåller det äldsta belägget på att de svenska kungarna företog en eriksgata efter att de blev valda. I samma avsnitt, vilket handlar om tronstriderna i Sverige på 1120-talet, bekräftas även den traditionella tolkningen av den äldre Västgötalagens berömda fras "Sveær egho konung at taka ok sva vrækæ". Det framgår tydligt att Saxo uppfattade svear och götar som två skilda folk och att det bara var de förstnämnda som hade formell rätt att välja kung.

### Betydelse
Saxo hyllades under såväl medeltiden som renässansen (inte minst av humanisten Erasmus av Rotterdam), men har i modern tid inte samma litterära status som exempelvis Snorre Sturlasson. Av världslitterär betydelse är dock att han är den ursprungliga källan till handlingen i Shakespeares Hamlet.

## Eftermäle
Asteroiden 10462 Saxogrammaticus är uppkallad efter honom.